# Sundsøre Kommune
| Strukturdaten       | Strukturdaten   |
| ------------------- | --------------- |
| Sitz der Verwaltung | Breum           |
| Fläche              | 171,43 km²      |
| Einwohner           | 6.384 (2006)    |
| Kommune seit 2007   | Skive Kommune   |
| Website             | www.sundsore.dk |

Sundsøre Kommune war bis Dezember 2006 eine dänische Kommune im damaligen Viborg Amt in Jütland. Seit Januar 2007 ist sie zusammen mit den Kommunen Sallingsund und Spøttrup, sowie der „alten“ Kommune Skive Teil der neuen Skive Kommune.
Sundsøre Kommune wurde im Rahmen der Verwaltungsreform von 1970 neu gebildet und umfasste folgende Sogn:
- Fur Sogn
- Grinderslev Sogn
- Grønning Sogn
- Jebjerg Sogn
- Junget Sogn
- Lyby Sogn
- Selde Sogn
- Thise Sogn
- Torum Sogn
- Åsted Sogn